# Thilo Oerke

Prototyp der Hifi-Kugel „Vision 2000“ mit Lautsprecherbox - Design Thilo Oerke

Flyer 10 Jahre Design Thilo Oerke 1969–1979

Thilo Oerke (* 1940 in Celle) ist ein deutscher Industriedesigner.
Oerke studierte 1964 bis 1968 bei Matthias Janssen, Leiter des Instituts für Industrielle Formgebung der Technischen Hochschule Hannover und bei Arno Votteler, Professor an der Hochschule für Bildende Künste Braunschweig. Danach arbeitete er im Bereich Unterhaltungselektronik im Büro Votteler in Braunschweig, u. a. für die Firma Blaupunkt, von 1968 bis 1970 in der Designabteilung des Hauses Siemens in München u. a. mit Blaupunkt, Körting-Radio und Siemens. Seit 1970 ist er selbständig. Dabei war er langjährig vertraglich tätig für PE und DUAL, sowie für Interelectric (Intel), Europhon (Italien), Thomson-Brand-DUAL (Frankreich), Rosita Tonmöbel (Vision 2000).
Weitere Betätigungsfelder:
- Dia-Projektoren, Foto-Film-Video-Leuchten + Zubehör - reflecta
- Super8 Filmprojektoren und -Kameras - noris
- Diktiersysteme - stenocord
- Interior-Design - Flabeg
- Kosmetik-Design - VERRA
- Küchenmöbel - zeyko SieMatic

## Auszeichnungen
- Bundespreis „Gute Form“ Berlin
- design center stuttgart
- if Hannover-Messe